# Laenilla glabra
Laenilla glabra är en ringmaskart som beskrevs av Anders Johan Malmgren 1865. Laenilla glabra ingår i släktet Laenilla och familjen Polynoidae. Inga underarter finns listade i Catalogue of Life.